# توربية أسترالية
توربية أسترالية (الاسم العلمي: Pedomicrobium australicum) هي نوع من البكتيريا يتبع جنس التوربية من فصيلة الخيطبيات.